# Nunatak Arce
Nunatak Arce är en nunatak i Antarktis. Den ligger i Västantarktis. Argentina, Chile och Storbritannien gör anspråk på området. Toppen på Nunatak Arce är 228 meter över havet.
Terrängen runt Nunatak Arce är varierad. Trakten är obefolkad. Det finns inga samhällen i närheten.